# Scopelengys
Genre
Scopelengys est un genre de poissons téléostéens (Teleostei).

## Liste d'espèces SelonFishBase
- Scopelengys clarkei Butler et Ahlstrom, 1976
- Scopelengys tristis Alcock, 1890

## Liste d'espèces selonITIS
- Scopelengys clarkei Butler & Ahlstrom, 1976
- Scopelengys tristis Alcock, 1890

## Liste d'espèces selonWRMS
- Scopelengys clarkei Butler et Ahlstrom, 1976
- Scopelengys tristis Alcock, 1890